# Стрейфф, Филипп
Фили́пп Стрейфф (фр. Philippe Streiff; 26 июня 1955, Ла-Тронш — 23 декабря 2022[…], Пюто) — французский автогонщик, участник чемпионата мира по автогонкам в классе Формула-1.

## Биография
В 1980 году участвовал в европейском чемпионате Формулы-3, выиграл гонку в Зольдере. На следующий год стал чемпионом Франции в Формуле-3 и занял четвёртое место в европейском чемпионате Формулы-3. С 1982 по 1985 год выступал в Формуле-2 (с 1985 года — Формула-3000).
В «Формуле-1» дебютировал в Гран-при Португалии 1984 года за команду Renault. В сезоне Формулы-1 1985 года заменил в составе Ligier уволенного Андреа де Чезариса. Занял 3 место в финале сезона в Австралии, завоевав свой первый и единственный подиум в Формуле-1. Ещё до этого в Гран-при ЮАР 1985 года выступал за Tyrrell.
В 1986—1987 продолжил выступать в Формуле-1 за Tyrrell. Лучшим результатом в составе этой команды стало 4 место в Гран-при Германии 1987 года. В сезоне 1988 ездил за одну из слабейших команд пелотона — AGS, очков не набрал.
В начале 1989 года на предсезонных тестах на трассе «Жакарепагуа» в Бразилии попал в тяжёлую аварию, повредил позвоночник и оказался прикованным к инвалидной коляске, из-за чего был вынужден завершить гоночную карьеру. Позже — организатор картинговых турниров во Франции.

## Результаты гонок в Формуле-1
| Легенда к таблице |                                                                    |
| --- | ------------------------------------------------------------------ |
| В таблице перечислены результаты всех Гран-при Формулы-1, в которых принимал участие гонщик. Строками таблицы являются сезоны, столбцами — этапы чемпионата мира. В каждой клетке указаны сокращённое название этапа и результат, дополнительно обозначенный цветом. Расшифровка обозначений и цветов представлена в нижеследующей таблице. |                                                                    |
| \| Пример \| Описание \| \| ------------ \| ------------------------------------------------------------------ \| \| 1 \| Победитель \| \| 2 \| Второе место \| \| 3 \| Третье место \| \| 5 \| Финишировал, заработав очки \| \| Сход \| Не финишировал, но при этом заработал очки \| \| 12 \| Финишировал, не получив очков \| \| НКЛ \| Финишировал, но не попал в финальную классификацию \| \| 15 \| Участвовал вне зачёта, либо по отдельной классификации \| \| 18 \| Не финишировал, но попал в финальную классификацию \| \| Сход \| Не финишировал \| \| НКВ \| Не прошёл квалификацию \| \| НПКВ \| Не прошёл предквалификацию \| \| ДСК \| Дисквалифицирован \| \| ИСК \| Исключён из протокола соревнований \| \| ТТ \| Заявлен для участия только в тренировках \| \| НС \| Участвовал в квалификации, но не стартовал в гонке \| \| Т \| Травмирован или болен \| \| ОТК \| Отказ от участия \| \| НТР \| Прибыл на соревнования, но на трассу не выезжал \| \| НПР \| Был заявлен в числе участников, но не прибыл к началу соревнований \| \| О \| Соревнования отменены \| \| \| Не участвовал \| \| Поул-позиция \| \| \| Быстрый круг \| \| |                                                                    |
| Пример | Описание                                                           |
| 1 | Победитель                                                         |
| 2 | Второе место                                                       |
| 3 | Третье место                                                       |
| 5 | Финишировал, заработав очки                                        |
| Сход | Не финишировал, но при этом заработал очки                         |
| 12 | Финишировал, не получив очков                                      |
| НКЛ | Финишировал, но не попал в финальную классификацию                 |
| 15 | Участвовал вне зачёта, либо по отдельной классификации             |
| 18 | Не финишировал, но попал в финальную классификацию                 |
| Сход | Не финишировал                                                     |
| НКВ | Не прошёл квалификацию                                             |
| НПКВ | Не прошёл предквалификацию                                         |
| ДСК | Дисквалифицирован                                                  |
| ИСК | Исключён из протокола соревнований                                 |
| ТТ | Заявлен для участия только в тренировках                           |
| НС | Участвовал в квалификации, но не стартовал в гонке                 |
| Т | Травмирован или болен                                              |
| ОТК | Отказ от участия                                                   |
| НТР | Прибыл на соревнования, но на трассу не выезжал                    |
| НПР | Был заявлен в числе участников, но не прибыл к началу соревнований |
| О | Соревнования отменены                                              |
| | Не участвовал                                                      |
| Поул-позиция |                                                                    |
| Быстрый круг |                                                                    |

| Год  | Команда | Шасси         | Двигатель | 1        | 2        | 3        | 4        | 5        | 6        | 7        | 8        | 9        | 10       | 11     | 12       | 13    | 14       | 15       | 16       | Место | Очки |
| ---- | ------- | ------------- | --------- | -------- | -------- | -------- | -------- | -------- | -------- | -------- | -------- | -------- | -------- | ------ | -------- | ----- | -------- | -------- | -------- | ----- | ---- |
| 1984 | Renault | Renault RE50  | Renault   | БРА      | ЮАР      | БЕЛ      | САН      | ФРА      | МОН      | КАН      | ДЕТ      | ДАЛ      | ВЕЛ      | ГЕР    | АВТ      | НИД   | ИТА      | ЕВР      | ПОР Сход | -     | 0    |
| 1985 | Ligier  | Ligier JS25   | Renault   | БРА      | ПОР      | САН      | МОН      | КАН      | ДЕТ      | ФРА      | ВЕЛ      | ГЕР      | АВТ      | НИД    | ИТА 10   | БЕЛ 9 | ЕВР 8    |          | АВС 3    | 15    | 4    |
| 1985 | Tyrrell | Tyrrell 014   | Renault   |          |          |          |          |          |          |          |          |          |          |        |          |       |          | ЮАР Сход |          | 15    | 4    |
| 1986 | Tyrrell | Tyrrell 014   | Renault   | БРА 7    | ИСП Сход | САН Сход |          |          | КАН 11   |          |          |          |          |        |          |       |          |          |          | 13    | 3    |
| 1986 | Tyrrell | Tyrrell 015   | Renault   |          |          |          | МОН 11   | БЕЛ 12   |          | ДЕТ 9    | ФРА Сход | ВЕЛ 6    | ГЕР Сход | ВЕН 8  | АВТ Сход | ИТА 9 | ПОР Сход | МЕК Сход | АВС 5    | 13    | 3    |
| 1987 | Tyrrell | Tyrrell DG016 | Cosworth  | БРА 11   | САН 8    | БЕЛ 9    | МОН Сход | ДЕТ 14   | ФРА 6    | ВЕЛ Сход | ГЕР 4    | ВЕН 9    | АВТ Сход | ИТА 12 | ПОР 12   | ИСП 7 | МЕК 8    | ЯПО 12   | АВС Сход | 15    | 4    |
| 1988 | AGS     | AGS JH23      | Cosworth  | БРА Сход | САН 10   | МОН НС   | МЕК 12   | КАН Сход | ДЕТ Сход | ФРА Сход | ВЕЛ Сход | ГЕР Сход | ВЕН Сход | БЕЛ 10 | ИТА Сход | ПОР 9 | ИСП Сход | ЯПО 8    | АВС 11   | -     | 0    |